# زندگی بر روی زمین
زندگی بر روی زمین (به انگلیسی: Life on Earth) یک سریال تلویزیونی تاریخ طبیعی بریتانیایی است که توسط بی‌بی‌سی با مشارکت برادران وارنر و رینر مورتز پروداکشن ساخته شده است.

در طول این برنامه دیوید اتنبرو با سفر به نقاط مختلف به بررسی فرگشت در زندگی بر روی این سیاره می‌پردازد. این برنامه شامل ۱۳ قسمت با مدت زمان ۵۵ دقیقه می‌باشد. تهیه‌کننده این مستند کریستوفر پارسونز و آهنگساز آن ریچارد براک هستند.

چندین تکنیک فیلمبرداری خاص برای به دست آوردن برخی از فیلم‌های حیوانات نادر طراحی شده بود. یک فیلمبردار صدها ساعت وقت برای لحظات یک قورباغه نادر که فرزندان خود را در دهان خود نگهداری و سرانجام آن‌ها را بیرون کشیده گذاشته است. برای نشان دادن پرواز خفاش به صورت حرکت آهسته از تونل باد استفاده شده است. این مجموعه برای نخستین بار زندگی تهی‌خار را نشان داده است.این سریال موفقیت بزرگ جهانی بود: به ۱۰۰ سرزمین فروخته شده و توسط ۵۰۰ میلیون نفر در سراسر جهان تماشا شده است.

## قسمت‌ها
1. تنوع بی‌نهایت (۱۶ ژانویه ۱۹۷۹)
2. ساختمان بدن (۲۳ ژانویه ۱۹۷۹)
3. نخستین جنگل‌ها (۳۰ ژانویه ۱۹۷۹)
4. گروه‌های انبوه (۶ فوریه ۱۹۷۹)
5. تسخیر آب‌ها (۱۳ فوریه ۱۹۷۹)
6. تهاجم زمین (۲۰ فوریه ۱۹۷۹)
7. فاتحان زمین خشک (۲۷ فوریه ۱۹۷۹)
8. اربابان هوا (۶ مارس ۱۹۷۹)
9. پیدایش پستانداران (۱۳ مارس ۱۹۷۹)
10. ریشه و گوناگونی (۲۰ مارس ۱۹۷۹)
11. شکارچیان و شکارشدگان (۲۷ مارس ۱۹۷۹)
12. زندگی میان درختان (۳ آوریل ۱۹۷۹)
13. ارتباط‌گیرندگان مجبور (۱۰ آوریل ۱۹۷۹)